# Trilophidius
Trilophidius is een geslacht van kevers uit de familie van de loopkevers (Carabidae). De wetenschappelijke naam van het geslacht is voor het eerst geldig gepubliceerd in 1957 door Jeannel.

## Soorten
Het geslacht Trilophidius omvat de volgende soorten:
- Trilophidius alluaudi Jeannel, 1957
- Trilophidius basilewskyi Jeannel, 1957
- Trilophidius bayoni Jeannel, 1957
- Trilophidius carinatus Balkenohl, 2001
- Trilophidius cervilineatus Balkenohl, 2001
- Trilophidius congoanus (Burgeon, 1935)
- Trilophidius decorsei Jeannel, 1957
- Trilophidius devroeyi Jeannel, 1957
- Trilophidius ellenbergeri Jeannel, 1957
- Trilophidius endroedii Balkenohl, 2001
- Trilophidius fastigatus Balkenohl, 2001
- Trilophidius impunctatus (Putzeys, 1868)
- Trilophidius itombwanus Jeannel, 1957
- Trilophidius kahuzicus Jeannel, 1957
- Trilophidius leleupi Jeannel, 1957
- Trilophidius minutulus Balkenohl, 2001
- Trilophidius pallidus (Basilewsky, 1950)
- Trilophidius rudebecki (Basilewsky, 1947)
- Trilophidius ugandanus Basilewsky, 1962